# Projet (revue)
La Revue Projet est la revue bimestrielle du Ceras (Centre de Recherche et d’Action Sociales) issue de l’Action Populaire, créée en 1903 par la Compagnie de Jésus.

## Historique

### Projetdevient laRevue Projet
Projet se substitue en 1966 à la Revue de l'Action sociale, publiée par l’Action populaire qui se change en Centre de Recherche et d’Action sociales en 1961.
En juin 2012, Projet devient la Revue Projet avec, notamment, une version numérique.
Fin 2019, la revue adopte une nouvelle formule.

## Contenu
La Revue projet aborde diverses questions d'histoire, de politique et de société. Ainsi, un numéro de 1988 traite de « l'héritage de la Révolution française ». En 2014, le sujet porte sur l'Europe, avec cette problématique : « Comment se réapproprier l'Europe ? ». En mars 2023, la revue consacre un dossier aux femmes migrantes. Un autre numéro de 2023 pose la question : « Où nous emmène la Chine ? ».